# サンデーミュージックファイター
『サンデーミュージックファイター』とは、STVラジオで2007年4月から2010年4月4日まで毎週日曜日の12:30〜17:00まで放送されていた番組。後継番組は『Yo!Hey!サンデー!』。

## 概要
- STVラジオは2007年までワイド番組『サンデーパラダイス』を放送していたが、HBCサンデーファイターズの猛攻を受け、さらには、札幌ドーム開催試合の日曜デーゲームは『STVスポーツスペシャル』と題して放送していたため、『サンデーパラダイス』はなかなか放送されることがなく、当番組にリニューアルされた。
- ファイターズスタジアムがあるときは、フロート番組としてファイターズスタジアムをはさむようにして放送しているが、ファイターズ戦中継が終了した後も放送があるときはCM後『STVスポーツスペシャル ファイターズスタジアム』のジングルが流れたり、番組内でよくコールされたりするなどファイターズスタジアムとして放送しており、パーソナリティーは変わらないが実質12:30~12:55の放送となる。
  - デーゲーム中継内包はこの番組の最終年度である2009年をもって終了し、次番組では特別な事情がない限りデーゲーム中継は原則放送しなくなった。
- 2009年9月20日のつるの剛士のように、緊急ゲストが入り込むことがある
- 2010年2月7日には、バナナマンが12時台に緊急ゲストで番組に参加

## 番組内容
≪ファイターズスタジアムがあるとき≫
- ズームアップ北海道（提供 JR北海道）

ファイターズスタジアムがあるときは、実況席とスタジオをつなぐ。
番組開始の1曲目は、解説者が選手時代に流行った曲や登場曲を放送する傾向がある。
- きらっといぶり

洞爺湖サミットがあった胆振地区でものづくりに懸命な人と、そのものを紹介。
- ファイターズスタジアム（12:55~試合終了まで）

応援メッセージを募集して、中継中や中継後のサンデーミュージックファイター内で読まれる。
- 中央競馬実況中継（ファイターズスタジアムを一時中断）

北海道開催時はSTVで自社中継。道外はこれまで同様のネット受け、競馬中継の前後に天気情報、気温情報を放送
- 試合終了後

『STVスポーツスペシャル ファイターズスタジアム』のジングル後、サンデーミュージックファイターを再開。放送席と繋いだり、リクエストや、スポーツ情報・STVニュース・道路情報・天気情報を放送。但し、ファイターズスタジアムの終了時刻によっては、番組が無い。
≪ファイターズスタジアムがないとき/雨天中止のとき/オフシーズン≫
- 番組開始

テーマを設けて、メッセージを募集。このときもf@stv.jpを使用。
- ズームアップ北海道 （提供 JR北海道）

北海道でものづくりに一生懸命な人を『ファイター』と呼び、紹介する。
- きらっといぶり
- 熱血！ ファイターズ（スポーツ）情報（13:00~）
- ようへいのたまに見るなら

ようへいがお勧めするDVDを紹介。ただし、ようへいが競馬中継に登場するときは、もう一人のパーソナリティが紹介。
- サンデージュークボックス（14:00~）

サンデーパラダイスの『サンデーミュージックボックス』から引き継ぎ。
- ちょっと寄り道、回り道
- 中央競馬実況中継

MCの二人が馬券を買って、『どちらがあたるか？それとも、あたらないか?!』という企画を実施。プレゼントは、サッポロビールの商品
- 道路情報、天気情報、STVニュースは必ず1時間に1回放送。
- 日曜ぽかぽか

16時台最初のコーナー。お便りや、心がほっとするような新聞記事を読む。

## パーソナリティ
- ようへい（堀川洋平）（番組スタート〜）
- 鈴木亜紀 （2009年4月〜）

≪過去≫
- 室田智美（～2009年3月）

## 放送時間
- 基本 12:30〜17:00
- ファイターズスタジアムがあり、ファイターズ戦が14:00試合開始の場合

12:30〜13:00・13:40~17:40

## 兄弟番組
STVラジオでは、2006年からファイターズ戦の中継を本格化。2007年からはファイターズ戦中継名はナイター・デーゲーム共に、『ファイターズスタジアム』に統一。それに合わせて、ファイターズスタジアム終了後は以下の番組が放送されていた。
- 熱血!ファイターズスタジアム（平日）
- サタデーミュージックファイター（土曜）